# Krusbärsstekel
Krusbärsstekel (Nematus ribesii) är en till  växtsteklarna hörande skadeinsekt på krusbärsbusken.
Färgen är hos honan rödgul, med huvudet och mellankroppens översida till största delen svarta, hos hannen övervängade svart. Krusbärsstekeln har en längd av 6-7 millimeter. Larven är 22-fotad, blekt smutsgrön med huvud och bröstfötter jämte borstbärande kitinvårtor svarta. Djurens utveckling går fort och 2-3 generationer tillkommer under ett år. Krusbärsstekeln angriper även vinbärsbuskar.